# Julia Mancuso
Julia Mancuso (Reno, 9 marzo 1984) è un'ex sciatrice alpina statunitense, campionessa olimpica nello slalom gigante ai XX Giochi olimpici invernali di Torino 2006.
Sciatrice polivalente, è stata con Lindsey Vonn l'atleta di punta della nazionale femminile statunitense tra gli anni 2000 e gli anni 2010; ha vinto nove medaglie olimpiche o iridate.

## Biografia

### Carriera

#### Stagioni 2000-2004
Julia Mancuso, di origini italiane da parte del padre, originaria di Squaw Valley, ha esordito in gare FIS nel luglio del 1999, in Nor-Am Cup il 14 novembre dello stesso anno a Breckenridge (30ª in slalom speciale) e in Coppa del Mondo il 20 novembre seguente quando, appena quindicenne, ha preso parte allo slalom speciale di Copper Mountain, senza qualificarsi per la seconda manche. In Nor-Am Cup nei giorni successivi ha colto il suo primo podio, il 23 novembre a Breckenridge in slalom gigante (2ª), e la sua prima vittoria, il 17 dicembre a Mont-Tremblant nella medesima specialità. Il 15 gennaio ha debuttato anche in Coppa Europa, nello slalom speciale di Krieglach (45ª), e ha chiuso la stagione al 2º posto nella classifica generale di Nor-Am Cup, vincendo anche quella di slalom gigante. Nella stagione seguente ha colto il suo unico podio in Coppa Europa, il 21 dicembre a Les Orres in supergigante (2ª), e il suo primo piazzamento a punti in Coppa del Mondo, il 20 gennaio a Cortina d'Ampezzo nella medesima specialità (27ª).
Ha debuttato ai Giochi olimpici invernali a Salt Lake City 2002, classificandosi 13ª nella combinata. In seguito ai Mondiali juniores 2002 disputati a Tarvisio ha vinto la medaglia d'oro in tre specialità diverse: discesa libera, slalom gigante e combinata. In Nor-Am Cup ha chiuso la stagione al 5º posto nella classifica generale, vincendo anche quella di slalom speciale. Al suo esordio iridato, Sankt Moritz 2003, è stata 21ª nel supergigante, 7ª nella combinata e non ha concluso lo slalom speciale; il mese dopo ai Mondiali juniores del Briançonnais ha vinto la medaglia d'oro nel supergigante e quella di bronzo nella discesa libera. Nella stagione successiva ai Mondiali juniores di Maribor ha vinto la medaglia d'oro nella combinata e quella di bronzo nel supergigante.

#### Stagioni 2005-2007

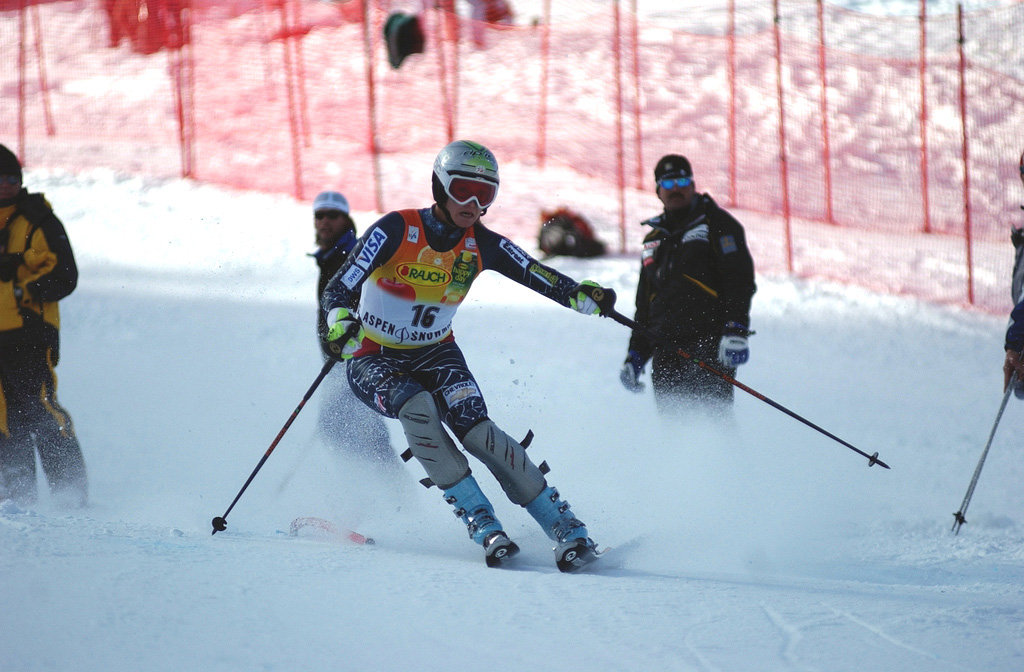
Mancuso ad Aspen nel 2006

Ai Mondiali di Bormio/Santa Caterina Valfurva 2005 ha vinto due medaglie di bronzo, nel supergigante e nello slalom gigante; è stata inoltre 8ª nello slalom speciale e 9ª nella combinata. In Coppa del Mondo quella stagione si è classificata per la prima volta tra le prime dieci nella classifica finale (9ª). È salita per la prima volta sul podio di una gara di Coppa del Mondo nella stagione 2005-2006, grazie al 2º posto nel supergigante di Cortina d'Ampezzo del 27 gennaio, ripetendosi il giorno successivo in discesa libera. Un mese dopo ai XX Giochi olimpici invernali di Torino 2006 ha vinto la medaglia d'oro nello slalom gigante e si è classificata 7ª nella discesa libera, 11ª nel supergigante e 9ª nella combinata.
Nel corso della stagione 2006-2007 ha colto i primi successi in Coppa del Mondo: la sua prima vittoria è stata quella nella discesa libera disputata a Val-d'Isère il 19 dicembre. Ai Mondiali di Åre di quell'anno ha vinto la medaglia d'argento nella supercombinata ed è stata 10ª nella discesa libera, 6ª nel supergigante e 5ª nello slalom gigante; in Coppa del Mondo a fine stagione, dopo essersi aggiudicata dieci podi con quattro vittorie in tre specialità diverse (discesa libera, supergigante - il 19 gennaio sulla prestigiosa pista Olimpia delle Tofane di Cortina d'Ampezzo - e supercombinata), si è classificata in 3ª posizione nella graduatoria generale alle spalle di Nicole Hosp e Marlies Schild, rimanendo in corsa per la vittoria della coppa di cristallo assoluta sino alle ultime gare di Lenzerheide.

#### Stagioni 2008-2010

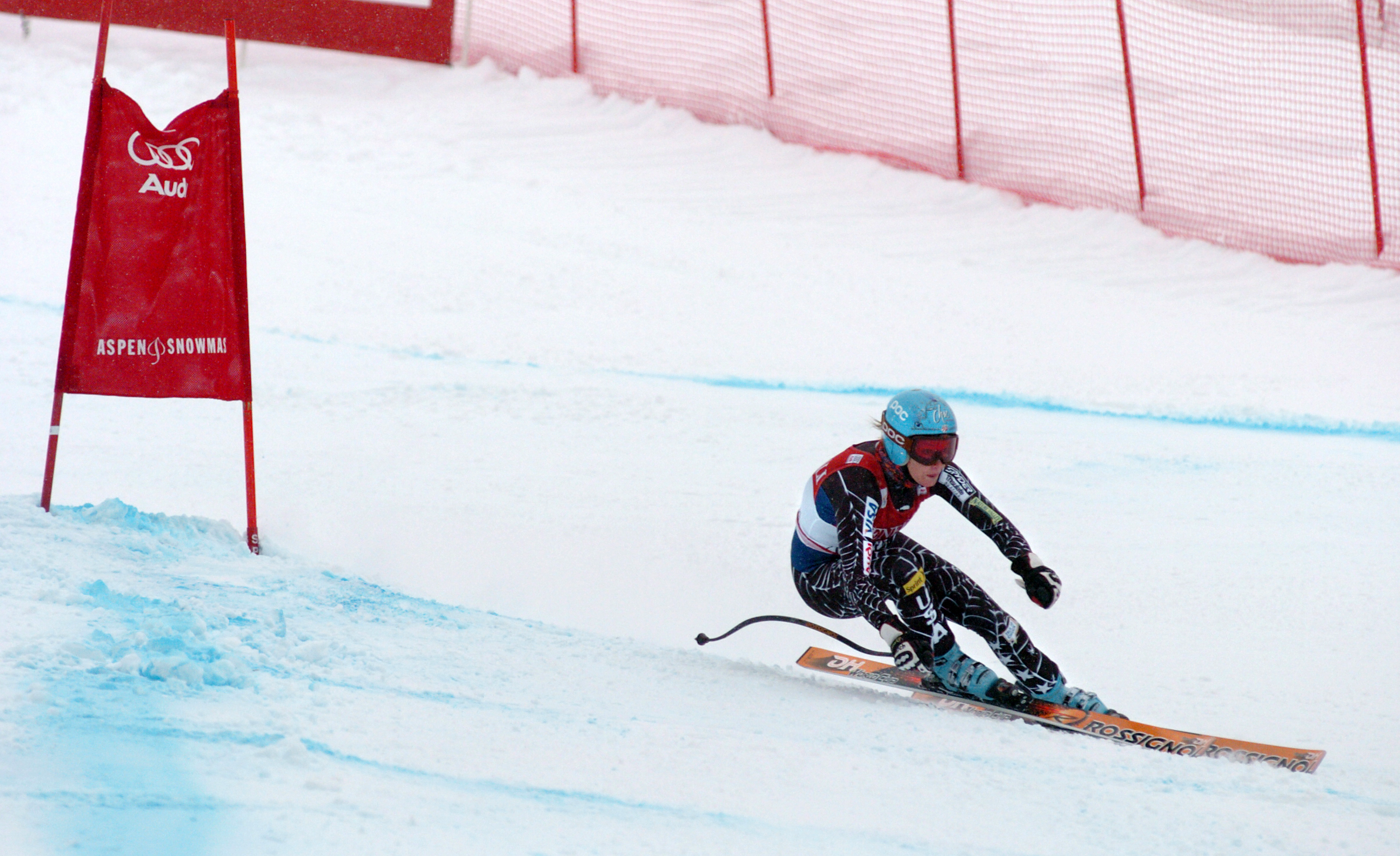
Mancuso in gara nella discesa libera di Coppa del Mondo ad Aspen dell'8 dicembre 2007

Nella stagione 2007-2008 in Coppa del Mondo, pur non vincendo alcuna gara, ha ottenuto sei podi e ha chiuso 7ª in classifica generale. Nella stagione seguente in Coppa del Mondo non ha ottenuto podi, mentre ai Mondiali di Val-d'Isère ha concluso 18ª nello slalom gigante e non ha terminato il supergigante e la supercombinata.
In Coppa del Mondo la stagione 2009-2010 si è sviluppata sulla falsariga della precedente, con un solo podio, ma in occasione dei XXI Giochi olimpici invernali di Vancouver 2010 la Mancuso è riuscita a tornare ad alti livelli vincendo due medaglie d'argento in due giorni: la prima il 17 febbraio nella discesa libera, alle spalle della connazionale e grande favorita della vigilia Lindsey Vonn; la seconda nella supercombinata, battuta dalla tedesca Maria Riesch. Si è inoltre classificata 9ª nel supergigante e 8ª nello slalom gigante.

#### Stagioni 2011-2013

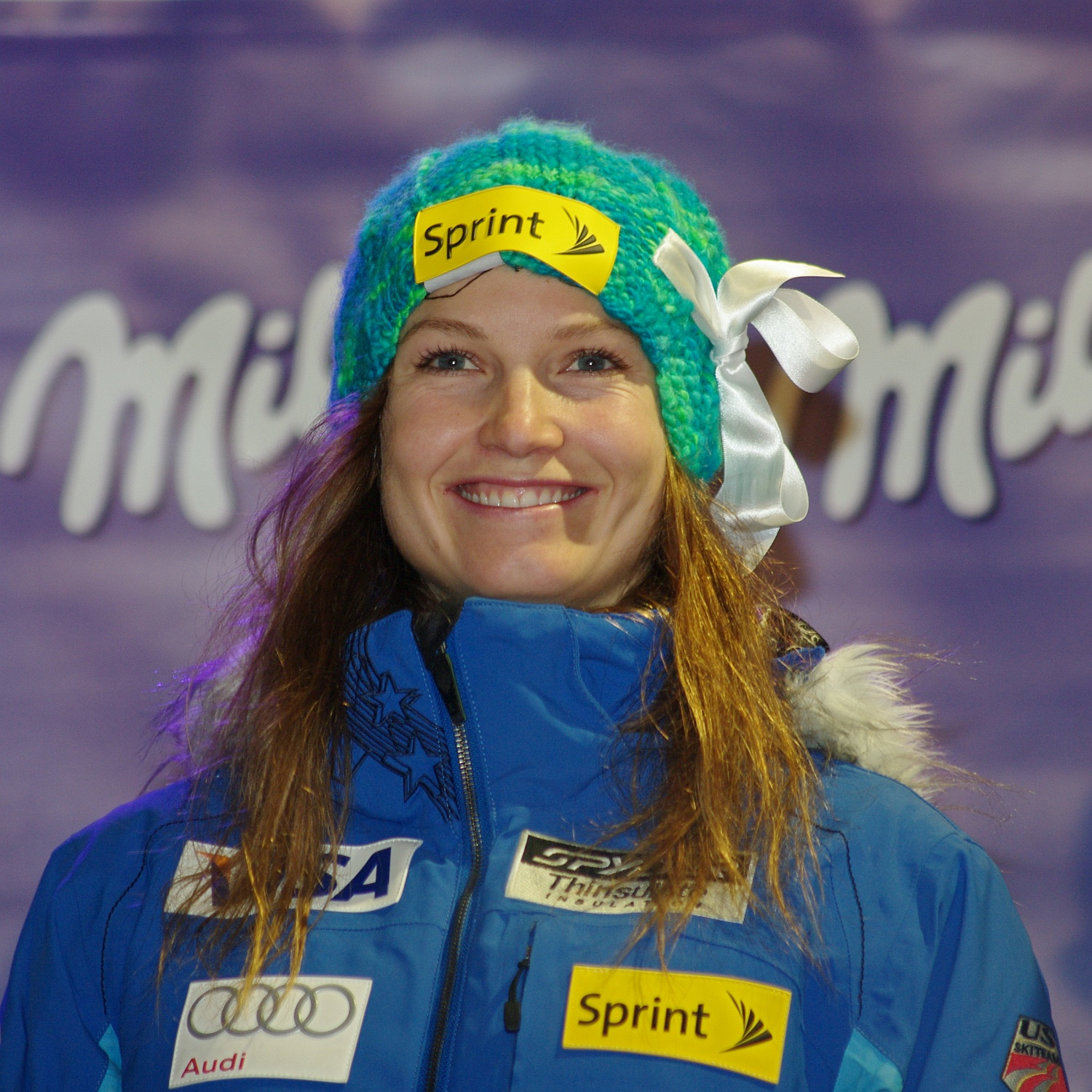
Mancuso ad Altenmarkt-Zauchensee nel 2011

Nel 2011 ai Mondiali di Garmisch-Partenkirchen ha conquistato la medaglia d'argento nel supergigante, giungendo alle spalle dell'austriaca Elisabeth Görgl per cinque centesimi di secondo; è stata inoltre 6ª nella discesa libera, 16ª nello slalom gigante, 7ª nella supercombinata e non ha concluso lo slalom speciale. Nel finale di stagione in Coppa del Mondo è tornata dopo quattro anni alla vittoria.
In Coppa del Mondo nella stagione 2012-2013 è tornata ai massimi livelli, cogliendo sei podi con due vittorie (tra le quali il supergigante della Kandahar di Garmisch-Partenkirchen e lo slalom parallelo di Mosca del 21 febbraio, suo ultimo successo in carriera) e classificandosi al 4º posto nella classifica generale, al 2º in quella di supergigante e al 1º in quella di slalom parallelo (per la quale non era prevista l'assegnazione di alcun trofeo). Durante la stagione successiva, il 5 febbraio 2013, ha vinto la medaglia di bronzo nel supergigante ai Mondiali di Schladming, dove è stata anche 5ª nella discesa libera, 22ª nello slalom gigante e 8ª nella supercombinata. Quell'anno in Coppa del Mondo è stata nuovamente 4ª nella classifica generale, con quattro podi.

#### Stagioni 2014-2018
Il 10 febbraio 2014 ha ottenuto la medaglia di bronzo nella supercombinata dei XXII Giochi olimpici invernali di Soči 2014, sua ultima partecipazione olimpica, dove si è anche piazzata 8ª sia nella discesa libera, sia nel supergigante; non ha concluso invece lo slalom gigante. Nella stagione successiva, dopo esser salita per l'ultima volta in carriera sul podio in Coppa del Mondo il 6 dicembre 2014 a Lake Louise in discesa libera (3ª), ai Mondiali di Vail/Beaver Creek, suo congedo iridato, è stata 16ª nella discesa libera, 9ª nel supergigante, 26ª nello slalom gigante e 15ª nella combinata.
Rimasta inattiva dal marzo 2015 al dicembre 2017 a causa dell'acuirsi di un suo problema cronico all'anca, dopo aver vanamente tentato un rientro in Coppa del Mondo in vista dei XXIII Giochi olimpici invernali di Pyeongchang 2018, si è ritirata in occasione della discesa libera di Coppa del Mondo disputata a Cortina d'Ampezzo il 19 gennaio 2018.

### Vita privata
È sposata dal 2016 con il connazionale Dylan Fish, surfista e imprenditore nel settore alberghiero.

## Palmarès

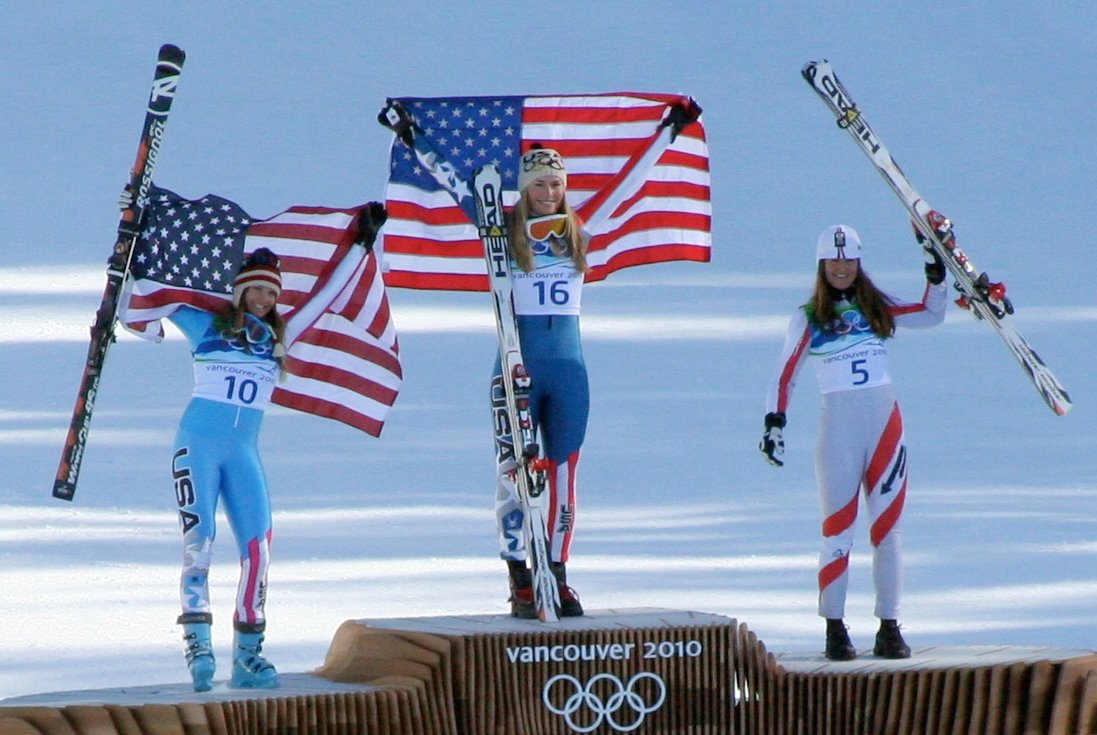
Mancuso (argento, a sinistra) sul podio della discesa libera di con Lindsey Vonn (oro, al centro) ed Elisabeth Görgl (bronzo, a destra)

### Olimpiadi
- 4 medaglie:
  - 1 oro (slalom gigante a Torino 2006)
  - 2 argenti (discesa libera, supercombinata a Vancouver 2010)
  - 1 bronzo (supercombinata a Soči 2014)

### Mondiali
- 5 medaglie:
  - 2 argenti (supercombinata a Åre 2007; supergigante a Garmisch-Partenkirchen 2011)
  - 3 bronzi (supergigante, slalom gigante a Bormio/Santa Caterina Valfurva 2005; supergigante a Schladming 2013)

### Mondiali juniores
- 8 medaglie:
  - 5 ori (discesa libera, slalom gigante, combinata a Tarvisio 2002; supergigante a Briançonnais 2003; combinata a Maribor 2004)
  - 3 bronzi (combinata a Verbier 2001; discesa libera a Briançonnais 2003; supergigante a Maribor 2004)

### Coppa del Mondo
- Miglior piazzamento in classifica generale: 3ª nel 2007
- 36 podi:
  - 7 vittorie
  - 15 secondi posti
  - 14 terzi posti

#### Coppa del Mondo - vittorie
| Data             | Località               | Paese    | Specialità |
| ---------------- | ---------------------- | -------- | ---------- |
| 19 dicembre 2006 | Val-d'Isère            | Francia  | DH         |
| 14 gennaio 2007  | Altenmarkt-Zauchensee  | Austria  | SC         |
| 19 gennaio 2007  | Cortina d'Ampezzo      | Italia   | SG         |
| 3 marzo 2007     | Tarvisio               | Italia   | DH         |
| 16 marzo 2011    | Lenzerheide            | Svizzera | DH         |
| 5 febbraio 2012  | Garmisch-Partenkirchen | Germania | SG         |
| 21 febbraio 2012 | Mosca                  | Russia   | PR         |

Legenda:

DH = discesa libera

SG = supergigante

SC = supercombinata

PR = slalom parallelo

#### Coppa del Mondo - gare a squadre
- 1 podio:
  - 1 secondo posto

### Coppa Europa
- Miglior piazzamento in classifica generale: 45ª nel 2001
- 1 podio:
  - 1 secondo posto

### Nor-Am Cup
- Miglior piazzamento in classifica generale: 2ª nel 2000
- Vincitrice della classifica di slalom gigante nel 2000
- Vincitrice della classifica di slalom speciale nel 2002
- 14 podi:
  - 5 vittorie
  - 8 secondi posti
  - 1 terzo posto

#### Nor-Am Cup - vittorie
| Data             | Località       | Paese       | Specialità |
| ---------------- | -------------- | ----------- | ---------- |
| 17 dicembre 1999 | Mont-Tremblant | Canada      | GS         |
| 10 febbraio 2000 | Park City      | Stati Uniti | GS         |
| 25 marzo 2002    | Nakiska        | Canada      | SL         |
| 1º dicembre 2002 | Aspen          | Stati Uniti | SG         |
| 1º dicembre 2003 | Park City      | Stati Uniti | GS         |

Legenda:

SG = supergigante

GS = slalom gigante

SL = slalom speciale

### Campionati statunitensi
- 37 medaglie[1][7]:
  - 16 ori (discesa libera, supergigante, slalom gigante nel 2003; combinata nel 2004; slalom gigante, combinata nel 2005; combinata nel 2006; supergigante nel 2007; slalom gigante, combinata nel 2009; slalom gigante nel 2010; supergigante, slalom gigante nel 2011; supergigante, slalom gigante nel 2012; slalom gigante nel 2013)
  - 11 argenti (supergigante nel 2000; discesa libera, supergigante, slalom gigante, slalom speciale nel 2004; discesa libera, supergigante nel 2005; discesa libera, slalom gigante nel 2006; discesa libera nel 2009; slalom gigante nel 2014)
  - 10 bronzi (supergigante, slalom gigante nel 2001; supergigante, slalom gigante, slalom speciale nel 2002; slalom speciale nel 2005; slalom speciale nel 2006; slalom gigante nel 2007; slalom speciale nel 2009; supergigante nel 2013)

## Statistiche

### Podi in Coppa del Mondo
| Stagione/Specialità | Discesa libera         | Discesa libera         | Discesa libera         | Supergigante           | Supergigante           | Supergigante           | Slalom gigante         | Slalom gigante         | Slalom gigante         | Combinata              | Combinata              | Combinata              | Slalom parallelo       | Slalom parallelo       | Slalom parallelo       | Podi totali            |
| ------------------- | ---------------------- | ---------------------- | ---------------------- | ---------------------- | ---------------------- | ---------------------- | ---------------------- | ---------------------- | ---------------------- | ---------------------- | ---------------------- | ---------------------- | ---------------------- | ---------------------- | ---------------------- | ---------------------- |
| Stagione/Specialità | 1º                     | 2º                     | 3º                     | 1º                     | 2º                     | 3º                     | 1º                     | 2º                     | 3º                     | 1º                     | 2º                     | 3º                     | 1º                     | 2º                     | 3º                     | Podi totali            |
| 2000                |                        |                        |                        |                        |                        |                        |                        |                        |                        |                        |                        |                        |                        |                        |                        | 0                      |
| 2001                |                        |                        |                        |                        |                        |                        |                        |                        |                        |                        |                        |                        |                        |                        |                        | 0                      |
| 2002                |                        |                        |                        |                        |                        |                        |                        |                        |                        |                        |                        |                        |                        |                        |                        | 0                      |
| 2003                |                        |                        |                        |                        |                        |                        |                        |                        |                        |                        |                        |                        |                        |                        |                        | 0                      |
| 2004                |                        |                        |                        |                        |                        |                        |                        |                        |                        |                        |                        |                        |                        |                        |                        | 0                      |
| 2005                |                        |                        |                        |                        |                        |                        |                        |                        |                        |                        |                        |                        |                        |                        |                        | 0                      |
| 2006                |                        | 1                      |                        |                        | 1                      |                        |                        |                        | 1                      |                        |                        |                        |                        |                        |                        | 3                      |
| 2007                | 2                      | 2                      | 1                      | 1                      |                        | 1                      |                        | 1                      |                        | 1                      | 1                      |                        |                        |                        |                        | 10                     |
| 2008                |                        |                        | 2                      |                        | 1                      |                        |                        | 2                      |                        |                        |                        | 1                      |                        |                        |                        | 6                      |
| 2009                |                        |                        |                        |                        |                        |                        |                        |                        |                        |                        |                        |                        |                        |                        |                        | 0                      |
| 2010                |                        |                        |                        |                        |                        | 1                      |                        |                        |                        |                        |                        |                        |                        |                        |                        | 1                      |
| 2011                | 1                      | 1                      |                        |                        | 1                      | 2                      |                        |                        |                        |                        |                        |                        |                        |                        |                        | 5                      |
| 2012                |                        | 1                      |                        | 1                      | 1                      | 1                      |                        |                        | 1                      |                        |                        |                        | 1                      |                        |                        | 6                      |
| 2013                |                        |                        |                        |                        | 2                      | 2                      |                        |                        |                        |                        |                        |                        |                        |                        |                        | 4                      |
| 2014                |                        |                        |                        |                        |                        |                        |                        |                        |                        |                        |                        |                        |                        |                        |                        | 0                      |
| 2015                |                        |                        | 1                      |                        |                        |                        |                        |                        |                        |                        |                        |                        |                        |                        |                        | 1                      |
| 2016                | stagione non disputata | stagione non disputata | stagione non disputata | stagione non disputata | stagione non disputata | stagione non disputata | stagione non disputata | stagione non disputata | stagione non disputata | stagione non disputata | stagione non disputata | stagione non disputata | stagione non disputata | stagione non disputata | stagione non disputata | stagione non disputata |
| 2017                | stagione non disputata | stagione non disputata | stagione non disputata | stagione non disputata | stagione non disputata | stagione non disputata | stagione non disputata | stagione non disputata | stagione non disputata | stagione non disputata | stagione non disputata | stagione non disputata | stagione non disputata | stagione non disputata | stagione non disputata | stagione non disputata |
| 2018                |                        |                        |                        |                        |                        |                        |                        |                        |                        |                        |                        |                        |                        |                        |                        | 0                      |
| Totale              | 3                      | 5                      | 4                      | 2                      | 6                      | 7                      | 0                      | 3                      | 2                      | 1                      | 1                      | 1                      | 1                      | 0                      | 0                      | 36                     |
| Totale              | 12                     | 12                     | 12                     | 15                     | 15                     | 15                     | 5                      | 5                      | 5                      | 3                      | 3                      | 3                      | 1                      | 1                      | 1                      | 36                     |